# Crypsiphona eremnopis
Crypsiphona eremnopis är en fjärilsart som beskrevs av Turner 1923. Crypsiphona eremnopis ingår i släktet Crypsiphona och familjen mätare. Inga underarter finns listade i Catalogue of Life.